# Sterictiphora
Sterictiphora is een geslacht van vliesvleugelige insecten van de familie Argidae.

## Soorten
(Indicatie van aantallen soorten per geslacht tussen haakjes)
- S. angelicae (Panzer, 1799)
- S. denticula Koch, 1988
- S. furcata (Villers, 1789)
- S. gastrica (Klug, 1814)
- S. geminata (Gmelin, 1790)
- S. hannemanni Koch, 1988
- S. longicornis Chevin, 1982
- S. procera Koch, 1988
- S. sorbi Kontuniemi, 1966